# 鮑爾奇山
65°16′S 63°59′W / 65.267°S 63.983°W

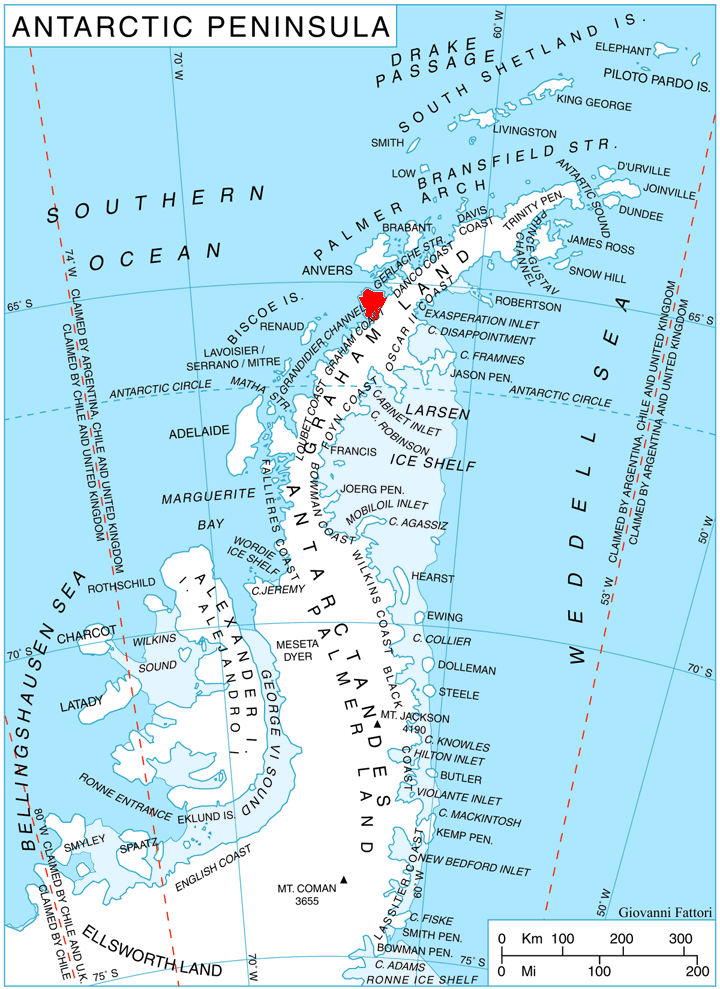

鮑爾奇山（Mount Balch），是南極洲的山峰，位於葛拉漢地西岸，處於皮里山和米爾山之間的基輔半島，海拔高度1,105米，由讓-巴蒂斯特·夏古率領的法國探險隊發現，現時由南極條約體系管理。